# Międzyborze, Tỉnh West Pomeranian
Międzyborze [mjɛnd͡zɨˈbɔʐɛ] (tiếng Đức: Luisenbad) là một ngôi làng thuộc khu hành chính của Gmina Połczyn-Zdrój, trong quận Świdwin, West Pomeranian Voivodeship, ở phía tây bắc Ba Lan.
Trước năm 1945, khu vực này là một phần của Đức. Đối với lịch sử của khu vực, xem Lịch sử của Pomerania.